# JVevermind
Trần Đức Việt (sinh ngày 21 tháng 1 năm 1992), thường được biết đến với nghệ danh JVevermind hay JV, là một nam YouTuber, vlogger, đạo diễn, diễn viên người Việt Nam. Anh là người đầu tiên tại Việt Nam nhận được nút vàng YouTube, đồng thời từng lọt vào danh sách Forbes 30 Under 30 châu Á năm 2016.

## Tiểu sử và sự nghiệp
—JVevermind – trả lời phỏng vấn Đài Á Châu Tự Do về nguồn cảm hứng và động lực làm vlog
JVevermind sinh ngày 21 tháng 1 năm 1992, tên thật là Trần Đức Việt. Sinh ra trong một gia đình gia giáo tại Hà Nội, JVevermind có một thời gian du học ngành truyền thông đa phương tiện tại Đại học Cameron, Hoa Kỳ trước khi quay về Việt Nam tập trung làm vlog. Trong thời gian du học, JVevermind được đánh giá là "học sinh xuất sắc" của trường.
Ngày 19 tháng 11 năm 2011, JVevermind ra mắt sản phẩm đầu tiên trên kênh YouTube của mình sau khoảng thời gian dài ấp ủ dự định. Không lâu sau đó, anh nhận được sự ủng hộ nhanh chóng từ khán giả. Vlog của JVevermind bao gồm các chủ đề khác nhau, từ tình cảm, học hành đến các trào lưu mới nhất trong giới trẻ. Bên cạnh việc làm vlog, JVevermind cũng tạo dựng mối quan hệ với các đồng nghiệp khác như Toàn Shinoda, Huyme, Lâm Việt Anh, An Nguy.
Đầu năm 2014, nhân dịp sinh nhật, JVevermind được YouTube tặng nút vàng với thành tích 1 triệu người đăng ký, qua đó trở thành người Việt Nam đầu tiên nhận được giải thưởng này. Anh cũng được chọn lựa vào danh sách 30 Under 30 của Forbes Việt Nam năm 2014. Năm 2016, JVevermind trở thành một trong bảy người Việt có mặt trong danh sách 30 Under 30 Châu Á do tạp chí Forbes bầu chọn.
Cuối năm 2019, JVevermind xóa hết video trên kênh YouTube cá nhân sau một thời gian dài không hoạt động. Theo chia sẻ của anh, hành động trên mang hàm ý anh muốn "xóa hết tất cả và làm lại từ đầu". Ngày 20 tháng 10 năm 2019, JVevermind đăng tải trailer giới thiệu phim ngắn đầu tay Không dấu chân người, qua đó gián tiếp cho thấy mình chuyển hướng sang lĩnh vực điện ảnh. Không lâu sau đó, anh trở lại Youtube với một series mới mang tên "Cuối tuần mất ngủ"  với các nội dung nói về giáo dục, pháp luật, đời sống, đôi khi thêm một chút câu châm biếm hài hước. Sau gần 3 năm vắng bóng thì JV bất ngờ trở lại Youtube lần hai với video "YouTuber hết thời trở thành TikToker nổi tiếng sau một tuần", video sớm trở nên nổi tiếng và đạt rất nhiều lượt xem. Sau đó anh đăng các video về các vấn đề ngoài Showbiz và các vlog giáo dục cho giới trẻ.

## Đời tư
JVevermind từng hẹn hò với Mie Nguyễn (tên thật Nguyễn Hoàng My, từng đóng vai nữ chính trong MV "Anh khác hay em khác" của Khắc Việt). Hai người từng có giai đoạn yêu nhau từ 2013 đến năm 2015. Giữa tháng 2 năm 2020, JVevermind hé lộ bạn gái mới nhưng không tiết lộ danh tính.

## Tranh cãi
Ngày 5 tháng 3 năm 2013, JVevermind được cho là "châm biếm" Đỗ Nhật Nam bằng cách nhại lại phát ngôn "kỳ thị truyện tranh" trong video clip phỏng vấn của cậu trước đó với những lời lẽ "gây hài bị cho là khá dung tục". Vlog này sau đó nhận được nhiều ý kiến đồng tình lẫn phản đối từ cộng đồng mạng. Những người ủng hộ JVevermind cho rằng video của anh chỉ mang tính chất "giải trí", rằng mọi người đang "xét nét một cách thái quá"; trong khi đó, những ý kiến khác thì nhận định JVevermind "có cái nhìn khắt khe, cực đoan, hẹp hòi với một cậu bé 11 tuổi".
Tháng 9 năm 2013, trong vlog thứ 47 với tựa đề "Những điều con gái muốn", JVevermind bị cho là sao chép ý tưởng từ video của YouTuber có tên ThisIsACommentary đăng vào năm 2012. Nhiều người cho rằng JVevermind "cạn ý tưởng" nên "muốn làm phiên dịch viên", một số khác thì cho rằng dưới phần mô tả có viết "This video is based on..." nên không thể gọi là sao chép ý tưởng.
Tháng 4 năm 2014, JVevermind được cho là "thiếu tôn trọng" khi trả lời bình luận của một bạn nữ trên trang Facebook của mình. Cụ thể, khi cô gái này cho rằng video của JVevermind mang tính chất "quảng cáo trá hình" cho một sản phẩm thì trong phần bình luận, JVevermind dùng những từ ngữ như "vô dụng", "trẻ ranh" để phản hồi. Sau khi cô gái kia phản ứng lại, anh tiếp tục đáp lại rằng mình "chỉ bắt chước cách lập luận vô căn cứ" của cô gái này. Một số người sau đó đã chỉ trích JVevermind, cho rằng anh thiếu lịch sự, thậm chí có người còn gọi anh là "thằng đàn bà".
Trong video clip "Các giai đoạn của một cuộc chia tay" cuối năm 2015, nhiều người cho rằng JVevermind cố tình lồng ghép nhiều chi tiết "đá xoáy" bạn gái cũ khi có những phát ngôn như "mối quan hệ ấy không còn ý nghĩa với anh", "ối xinh gì đâu, phấn son em ạ", "anh nghĩ nó bị thần kinh em ạ", "con này nó điên lắm". Nhiều người chỉ trích hành động của JVevermind "không đáng mặt đàn ông" và khuyên anh dù đã chia tay nhưng không nên có những lời như vậy. Mẹ của Mie khẳng định: "Dù ai chê con xấu, con bị thần kinh, con yếu đuối... thì con vẫn là con của mẹ", ngay sau đó thì Mie cũng bày tỏ sự bức xúc khi chuyện tình cảm của bản thân ảnh hưởng đến gia đình. Ngay sau sự việc, JVevermind phân trần rằng những lời anh nêu không nhằm mục đích chỉ trích bạn gái cũ mà chỉ là "lời nói ngoa dụ hài hước" nhằm biểu đạt ý kiến chứ không đả kích ai. Vlogger Huyme cũng cho rằng video của JVevermind là "bình thường", "không có mục đích gì sâu xa".
Đầu tháng 6 năm 2020, trong một video chia sẻ về chất kích thích, JVevermind được cho là "có những phát ngôn và phần cắt ghép một cách thiếu chọn lọc" về phó giáo sư Trần Hồng Côn. Cụ thể, JVevermind lấy video vị này phân tích tác hại của ma túy, sau đó cắt ghép lại, cho rằng ông đang thuật lại trải nghiệm của mình, đồng thời nhận định "ma túy hại thì rất hại, vui thì rất vui".

## Giải thưởng và đề cử
| Năm  | Lễ trao giải                       | Hạng mục                | Đề cử                | Kết quả   | Chú thích |
| ---- | ---------------------------------- | ----------------------- | -------------------- | --------- | --------- |
| 2017 | Influence Asia                     | Top YouTube Personality | Bản thân             | Đoạt giải | [ 26 ]    |
| 2020 | Liên hoan phim ngắn quốc tế Mumbai | Nam diễn viên xuất sắc  | Không Dấu Chân Người | Đoạt giải | [ 27 ]    |